# Замок Клесгайм
Клесгайм (нім. Schloss Kleßheim) — бароковий палац, розташований у Вальс-Зіценгаймі, у 4 км на захід від Зальцбурга, Австрія. Палац був спроєктований і побудований австрійським архітектором Йоганом Бернгардом Фішер фон Ерлахом для принца-архієпископа Йоганна Ернста фон Туна у 1700 році. Він став літньою резиденцією архієпископів Зальцбургу. З 1993 року палац використовується Зальцбурзьким казино.

## Історія

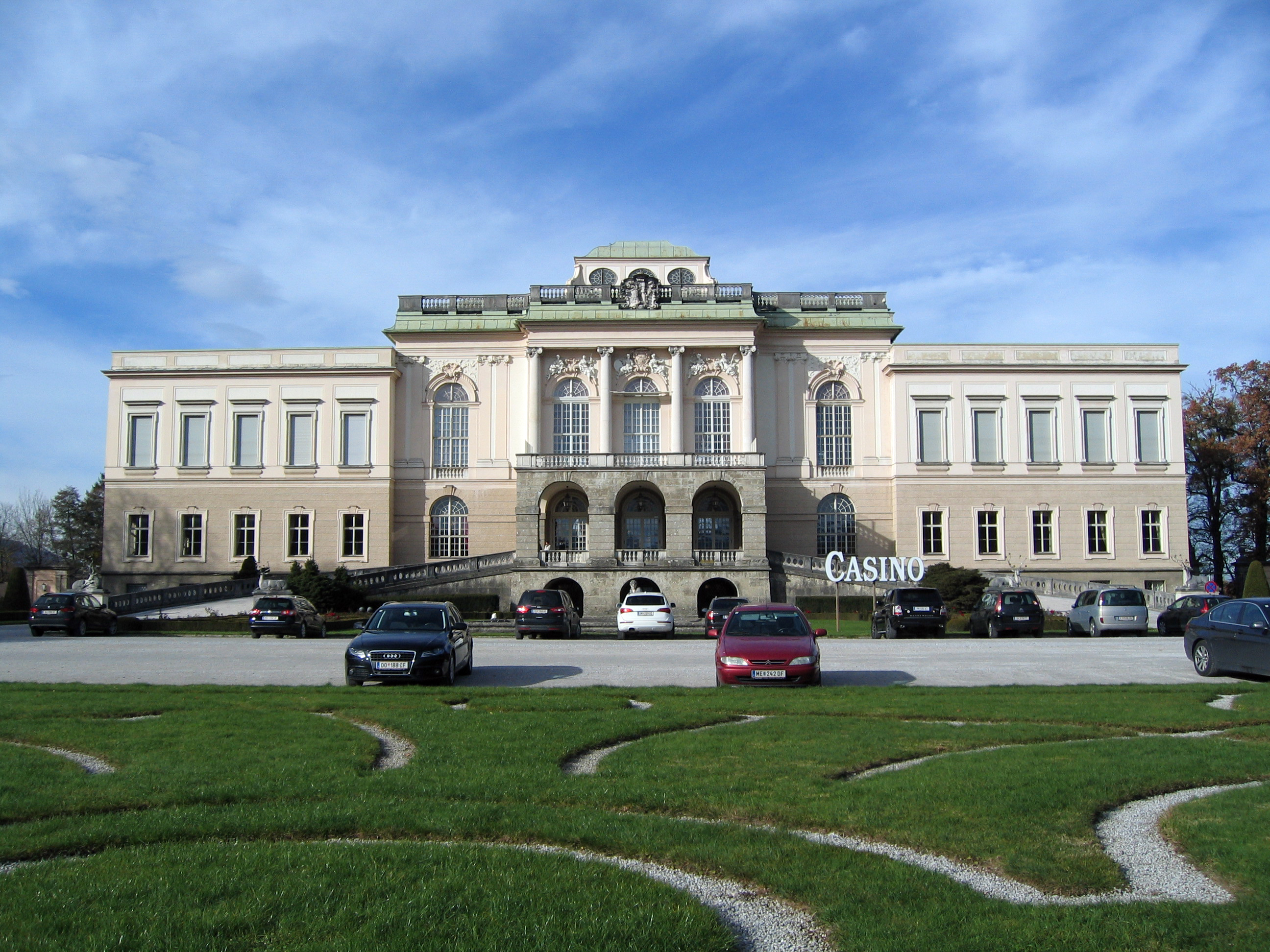
Замок Клессхайм в Зальцбурзі

Наприкінці XVII століття принц-архієпископ Йоганн Ернст фон Тун придбав на цій землі невеликий аристократичний маєток і садибу Клесгоф. У 1700 році він доручив австрійському архітектору Йоганну Бернхарду Фішер фон Ерлаху розширити його маєток і побудувати елегантний палац. Під впливом північноіталійського маньєризму Фішер фон Ерлах працював над палацом, який називався Lustschloss Favorita, між 1700 і 1709 роками. Будівництво було перервано смертю архієпископа у 1709 році. Його наступник, архієпископ Франц Антон фон Гаррах зупинив будівництво, а натомість розпочав роботу зі зведення замку Мірабель. Замок Клесгайм був добудований у 1732 році під керівництвом архієпископа графа Леопольда Антона фон Фірміана, який значно спростив початковий проєкт.
Палац має церемоніальну залу з великою терасою та пандусом, що веде до садів, вхід із дивовижним фонтаном Тритона, лоджію, передпокій та сходи. Внутрішню ліпнину виконали Паоло д'Алліо та Дієго Франческо Карлоне за планами Фішера фон Ерлаха.
Наприкінці XVIII століття під правлінням архієпископа графа Ієроніма фон Коллоредо було створено англійський ландшафтний парк. Після секуляризації Зальцбурга у 1803 році палац Клессхайм перейшов до австрійського дому Габсбургів-Лотарингії. 1866 року він став постійною резиденцією ерцгерцога Людвіга Віктора Австрійського (1842—1919), молодшого брата імператора Франца Йосифа I. Ерцгерцог розширив палац згідно з планами Генріха фон Ферстеля і помер тут у 1919 році. Його спадкоємці Габсбурги продали палац австрійській землі Зальцбург.

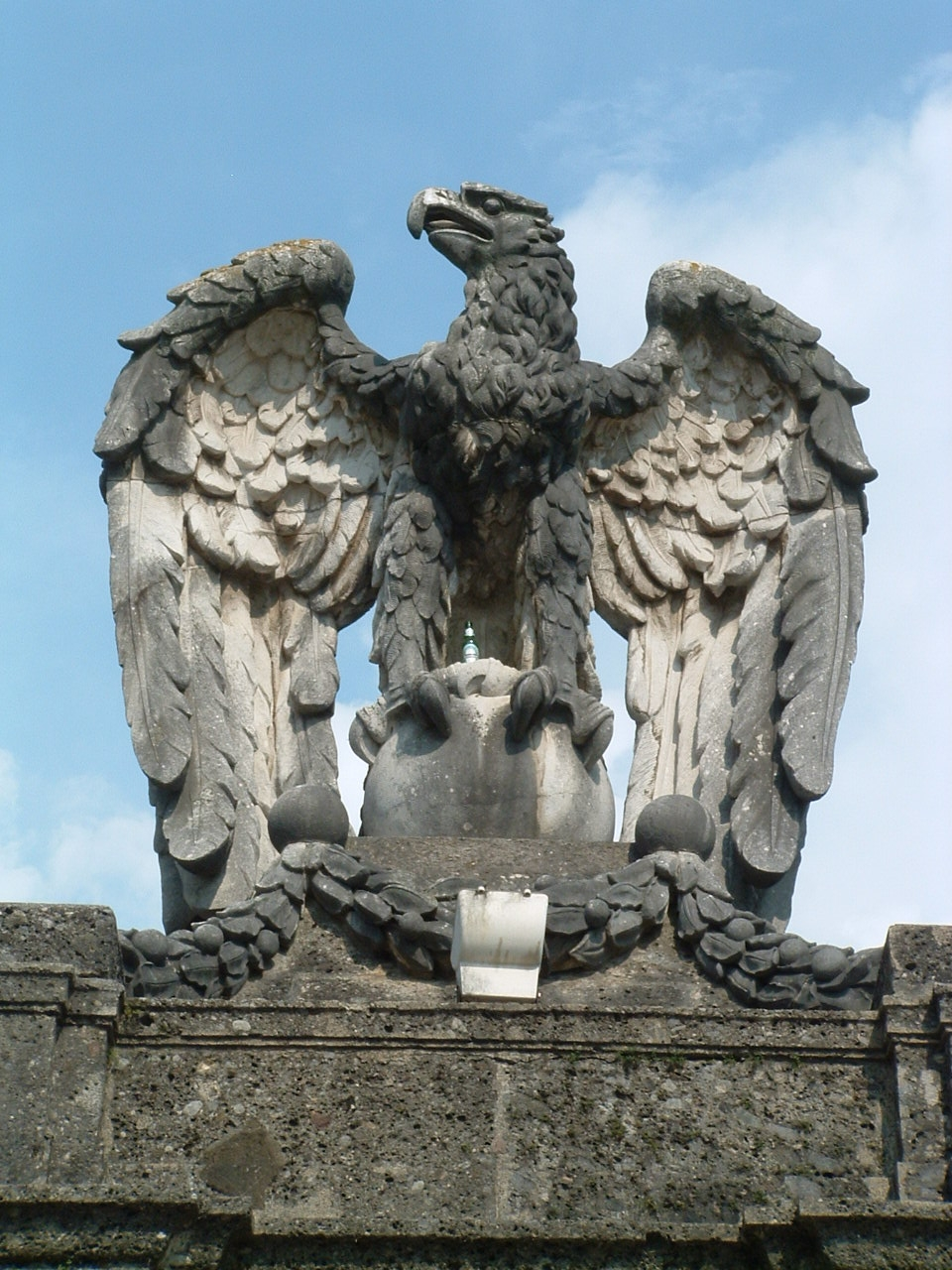
Орел доданий після 1938 року

Після аншлюсу Австрії в 1938 році Адольф Гітлер, зупиняючись у своїй сусідній резиденції Берггоф, використовував замок Клессгайм для конференцій і для приймання офіційних гостей, таких як Беніто Муссоліні, Міклош Горті, Іон Антонеску, Йозеф Тисо та Анте Павелич. Поки Горті залишався в Клесгаймі, Гітлер 19 березня 1944 року таємно віддав наказ про проведення операції «Маргарет I» з метою окупації Угорського королівства та примусової депортації угорських євреїв до концтаборів Аушвіц. 7 липня 1944 року, під час виставки зброї, декілька офіцерів вермахту разом з Клаусом Шенк фон Штауффенбергом здійснили замах на Гітлера. Але він невдався, оскільки змовник Гельмут Штіфф не привів бомбу в дію. У травні 1945 року палац був захоплений американською військовою адміністрацією. Статуї Німецького орла з вапняку, які були прикріплені до вхідних порталів, все ще нагадують про епоху Третього Рейху.
Після війни палац Клесгайм було повернуто землі Зальцбург. Під час холодної війни нейтральний австрійський уряд проводив тут конференції та зустрічі міжнародних гостей, серед яких президент США Річард Ніксон, який по дорозі до Москви зустрівся там з канцлером Бруно Крайським 20 травня 1972 року. З 1993 року це будинок казино Зальцбурга, яке раніше було розташоване на горі Менхсберг.
1965 року замок з'явився у фільмі «Великі перегони» з Джеком Леммоном, Тоні Кертісом і Пітером Фальком.